# 李莊 (正德進士)
李莊，山東陽信縣人，順天府薊州衛軍籍。明朝政治人物。同进士出身。

## 生平
弘治十四年（1501年）辛酉科顺天府乡试举人，正德九年（1514年）甲戌科三甲124名進士。授臨潁縣知縣，正德十三年（1518年）五月任华亭县知县。陞伊府長史，輔導伊王朱訏淵。嘉靖五年（1526年）朱訏淵薨，無子。宗藩紛紛求嗣，李莊奏請由濟源王朱訏淳入嗣。